# Rudolf Harbig
Rudolf Waldemar »Rudi« Harbig, nemški atlet, * 8. november 1913, Dresden, Nemško cesarstvo, † 5. marec 1944, Kirovograd, Sovjetska zveza.
Harbig je tekmoval na srednjih razdaljih, njegovi paradni disciplini sta bili teka na 800 in 400 m. Poleg dveh evropskih naslovov se je v zgodovino zapisal še kot nosilec svetovnega rekorda na 800 m, ki ga je postavil leta 1939 v Milanu. Umrl je na vzhodni fronti druge svetovne vojne.

## Življenje in kariera
Harbig je odraščal med štirimi sestrami v delavski družini, ki je prebivala v soseski Dresdna, imenovani Wilder Mann. S treningi teka je pričel šele leta 1934, potem ko je na »Dnevu neznanih športnikov« v teku na 800 m dosegel za amaterja odličen čas 2:04. Kmalu zatem ga je odkril trener Woldemar Gerschler in Harbig se je vpisal v atletski klub Dresdner SC.
Leta 1936 je Harbig prvič postal nemški državni prvak v teku na 800 m. To mu je prineslo nastop na domačih Poletnih olimpijskih igrah 1936 v Berlinu, kjer je skupaj s Helmutom Hamannom, Friedrichom von Stülpnaglom in Harryjem Voigtom osvojil bronasto medaljo v štafeti 4x400 m. Sodeloval je tudi v teku na 800 m, a je oslabljen po črevesni okužbi razočaral in v svoji kvalifikacijski skupini zasedel šele šesto mesto. Istega leta je nato pričel delati kot čitalec plinskih števcev za dresdensko podjetje Drewag. Leta 1938 je Harbig osvojil svoj prvi mednarodni naslov, saj je na Evropskem prvenstvu 1938 v Helsinkih pometel s konkurenco in postal novi evropski prvak v teku na 800 m. Zlato je osvojil še z nemško štafeto 4x400 m in tako iz finske prestolnice prinesel dva evropska naslova.
Poleti 1938 je Britanec Sydney Wooderson postavil nov svetovni rekord na 800 m, 1:48.4. Ko je nato leta 1939 Harbig na državnem prvenstvu postavil čas 1:49.4, se svetovni rekord ni zdel več tako oddaljen. Kmalu zatem je Italijan Mario Lanzi sredi Pise dosegel izid 1:49.5. Julija 1939 sta se Harbig in Lanzi srečala na močno pričakovanem mitingu v Milanu. Vodstvo je v svojem običajnem slogu prvi prevzel Lanzi, ki je bil spredaj še v zaključnem zavoju teka. V zadnjih 125 metrih je nato Harbig z izjemnim šprintom prehitel Lanzija in zmagal. V sam cilj je pritekel celo z novim svetovnim rekordom 1:46.6, s čimer je predhodno Woodersonovo znamko popravil za skoraj dve sekundi. Lanzi je za njim zaostal za več kot dve sekundi, a je s časom 1:49.0 vseeno postavil nov italijanski rekord. 
Istega leta je Harbig postavil še svetovni rekord v teku na 400 m, 12. avgusta 1939 je namreč sredi Frankfurta dosegel izid 46.0. Njegov svetovni rekord iz Milana se je v naslednjih letih izkazal za nedosegljivega, saj ga nista ogrozila niti Jamajčan Arthur Wint niti Američan Mal Whitfield, ki sta na prehodu 40. let in v začetku 50. let dominirala svetovno atletsko sceno v teku na 400 in 800 m. Harbigov rekord je tako podrl šele Belgijec Roger Moens, ki je v norveškem Oslu tekel 1:45.7.
Leta 1940 je Harbig prestopil k atletskemu klubu Eintracht Braunschweig. 24. maja 1941 je nato postavil nov svetovni rekord še v teku na 1000 m, časomerilce je ustavil pri 2:21.5.
V času druge svetovne vojne je Harbig veljal za enega redkih atletov, ki so kljub težkim časom postavljali odlične rezultate na mednarodnem prizorišču. Kmalu so tudi njega vpoklicali v vojsko in ga razporedili v Braunschweig k tamkajšnji padalski enoti. Enoto so nato poslali na vzhodno bojišče in Harbig je 5. marca 1944 padel v boju v bližini mesta Kirovograd v današnji Ukrajini.
Po smrti so se velikemu atletu in trikratnemu svetovnemu rekorderju poklonili s tem, da so po njem poimenovali športne stadione v Dresdnu (Stadion Rudolfa Harbiga), Neustrelitzu, Grünstadtu, Bruchköblu in Borni. Po njem so poimenovali tudi več ulic po celi državi, med drugim na zahodnem delu Berlina, v Busecku, Garbsen-Berenbostelu in Viernheimu. Po njem so poimenovali celo eno od dizelskih lokomotiv tipa MaK G 1206. Prav tako od leta 1950 dalje Nemška atletska zveza vsako leto podeljuje Spominsko nagrado Rudolfa Harbiga, ki jo prejmejo najzaslužnejši nemški atleti tistega leta.